# Stefania Fantauzzi
Stefania Fantauzzi és una investigadora del seminari Filosofia i Gènere de la Universitat de Barcelona (UB) des de 2002 i del Grup arendtià de pensament i política des de la seva fundació. És llicenciada en Filosofia per la Universitat de Bolonya i doctora per la UB. Els seus interessos estan adreçats a la filosofia política i sobretot al pensament de Hannah Arendt, autora sobre la qual ha publicat diversos articles en revistes i llibres. Ha editat el volum Participar del món. Escrits 1941-1945 (Lleonard Muntaner Editor, 2019), que presenta els textos d'Arendt publicats al periòdic Aufbau.